# 玛丽亚·安德烈娅·维尔吉利奥
玛丽亚·安德烈娅·维尔吉利奥（義大利語：Maria Andrea Virgilio，1996年11月17日—），意大利女子射箭运动员。她曾代表意大利参加2020年夏季残疾人奥林匹克运动会射箭比赛，获得女子个人公开级复合弓铜牌。